# ポルッカナラーティッコ

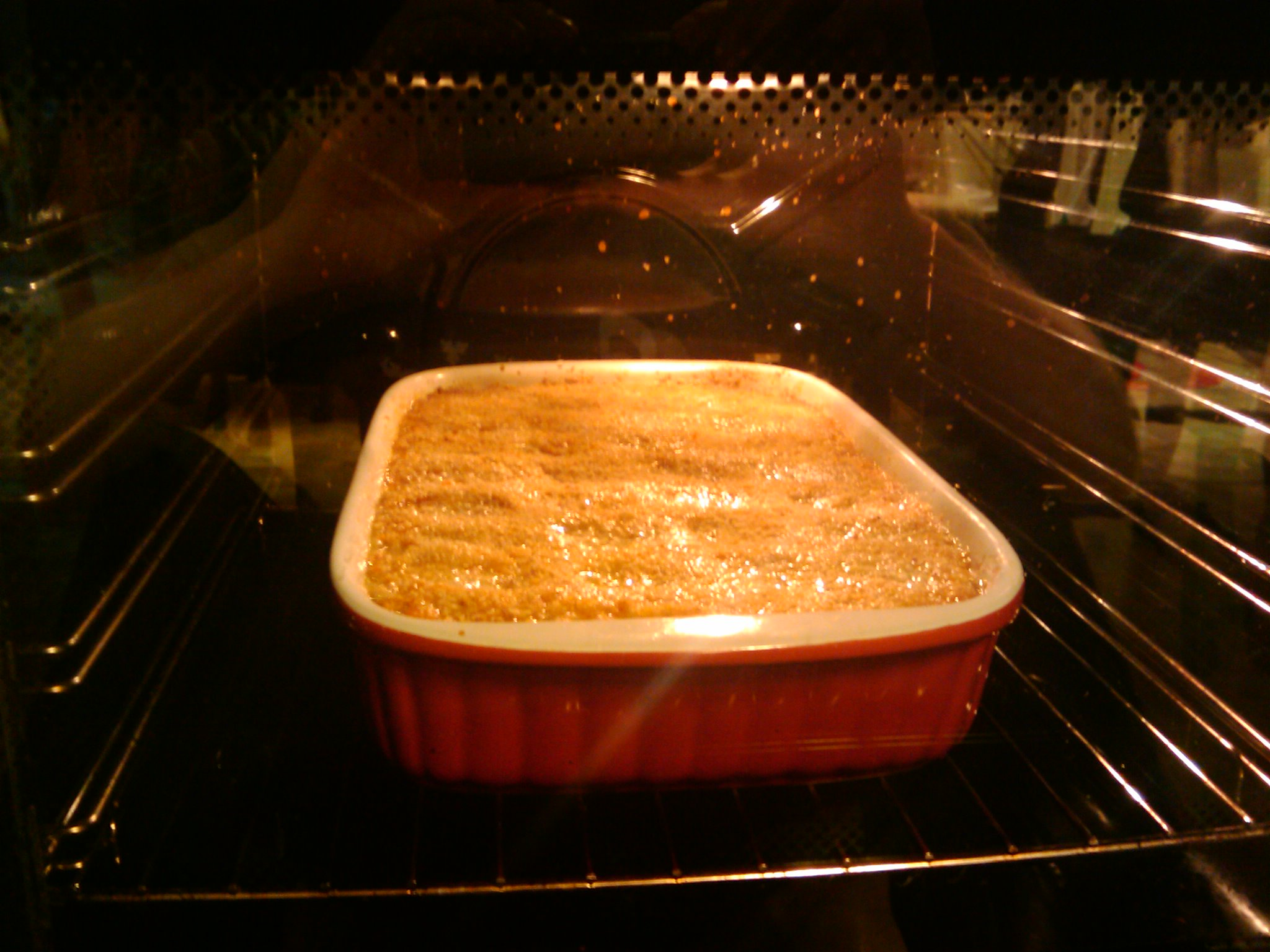
ポルッカナラーティッコ

ポルッカナラーティッコ （芬:porkkanalaatikko、またはスウェーデン語でmorotslåda、どちらも原義は「ニンジンキャセロール」）とは、主にフィンランドにおいてクリスマスに食べられる、伝統的なフィンランド料理である。
主な材料は、米や大麦を混ぜたニンジンと、ニンジンや牛乳、生クリームなどで作った液体である。バターと卵をすりつぶしたどろどろの状態になるまで混ぜて、砂糖や塩、白胡椒、すりおろしたナツメグで味付けし、前述したどろどろのものを型に入れてオーブンで焼く。ニンジンは焼く前に茹でなくてよいが、すりおろして他の材料と生で混ぜる。調理済みのポルッカナラーティッコは、フィンランドの食料品店や、フィンランド人が多く住むスウェーデンの一部地域でも販売されている。
この料理は19世紀に生み出されたとされる。